# Velia (Rome antique)
Pour les articles homonymes, voir Velia.
| \| \| |
| Localisation de la Velia sur une carte topographique simplifiée de la ville de Rome antique avec, à titre indicatif, les empreintes des principaux monuments et les tracés des murs servien et aurélien. |
| |

La Velia ou Mons Velia est une petite colline de Rome située entre le Mont Palatin, l'Esquilin et le Forum Romain, vers lequel descend la Via Sacra.
La Velia est listée parmi les « sept collines » primitives associées à la fête du Septimontium. Son nom disparaît de la liste des sept collines de la Rome classique étant donné qu'elle disparaît quasiment du paysage urbain.

## Localisation
La Velia forme une croupe rocheuse reliant le Palatin à l'Oppius, un des sommets occidentaux de l'Esquilin. Son sommet est desservi par la Voie Sacrée et est occupé par l'arc de Titus qui est dit in Summa Sacra Via. Avant l'aménagement de la colline, elle a été modelée par deux petits cours d'eau, le premier prenant sa source près du sommet et coulant le long des pentes du Palatin et le deuxième apparaissant près des Carinae le long des pentes occidentales de l'Esquilin et se dirigeant vers le sud-ouest donnant naissance au ruisseau enterré sous la Via Sacra devant la basilique de Constantin.

## Histoire
La Velia est occupée dès le IXe siècle av. J.-C. par une zone d'habitat indépendante et suffisamment influente pour participer en son propre nom (Velienses) aux cérémonies des Féries latines d'Albe la Longue, à l'instar des villages du Caelius et du Viminal (Querquetulani et Vimi(ni)tellarii). À cette époque, le relief de la colline devait être marqué, la colline étant considérée comme une défense naturelle protégeant le Forum depuis le sud-est, à l'image du Capitole qui le protège depuis le nord-ouest.
La colline est pratiquement arasée sous l'Empire romain pour permettre la construction du vestibule de la Domus aurea de Néron, puis, sous Hadrien, la construction du temple de Vénus et de Rome. Elle a fini par disparaître totalement de nos jours avec le percement de la Via dei Fori Imperiali.

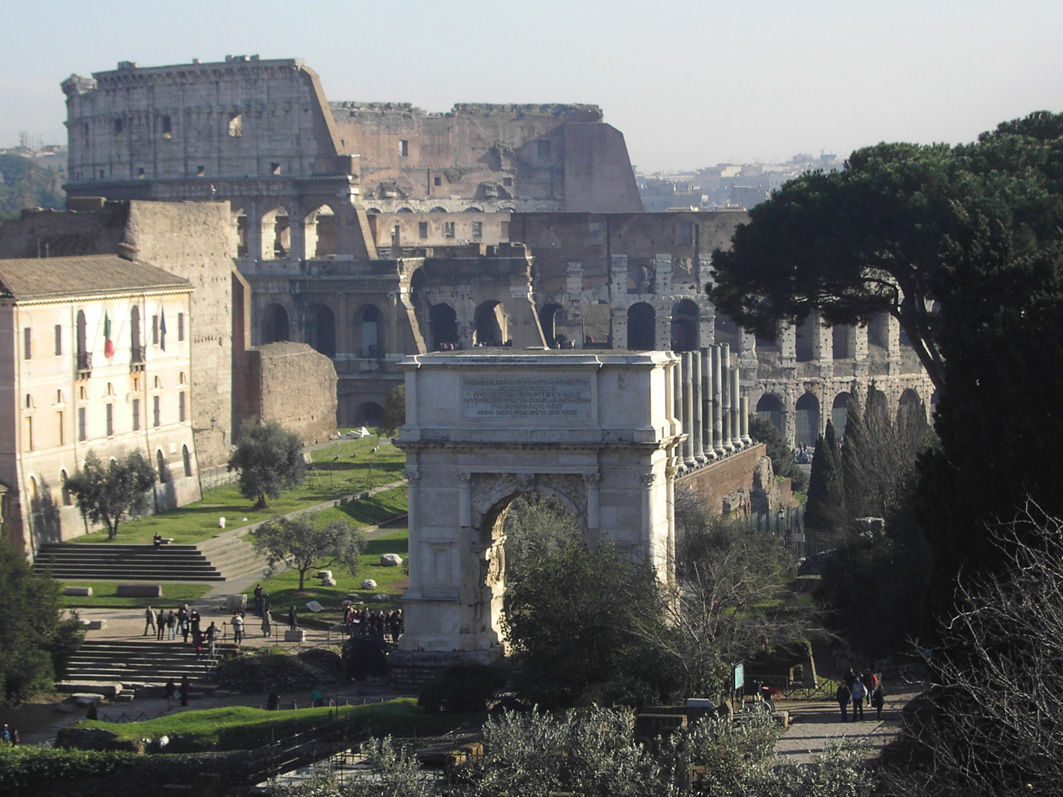
La Velia vue du Palatin, avec l'Arc de Titus qui en occupe le sommet.
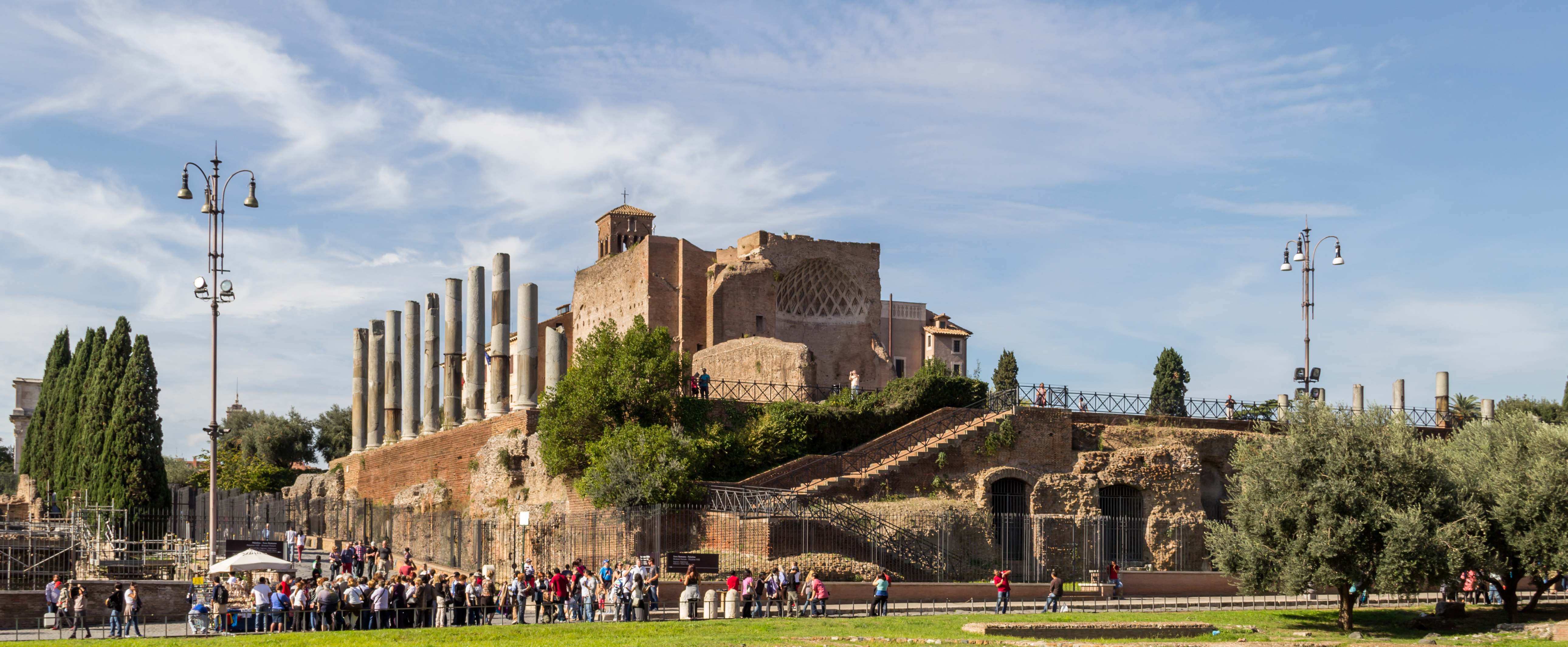
Vestiges du temple de Vénus et de Rome sur les pentes de la Velia tournées vers la dépression du Colisée.